# Famille Karátsonyi
Karátsonyi de Karátsonyfalva et Beodra (en hongrois : karátsonyfalvi és beodrai Karátsonyi) est le patronyme d'une ancienne famille noble hongroise originaire de Transylvanie. On le retrouve souvent écrit sous la forme Karácsonyi.

## Origines
D'origine obscure, la famille apparaît avec Kristóf Karátsonyi, né en 1689, père du suivant Bogdán. La tradition familiale faisait descendre les Karátsonyi d'une famille de France d'origine arménienne installée en Moldavie puis en Transylvanie. Elle aurait porté le nom de Gratian(us) qui aurait donné Karátson en hongrois. L'origine géographique la plus ancienne prouvée est la ville transylvaine de Szamosújvár.
L'ouvrage Magyarország családai de Iván Nagy, qui reste une référence, précise que la famille Karátsonyi de Beodra ne serait pas issue d'un Tivadar Karátsonyi confirmé dans sa noblesse en 1718, lui-même issu d'une famille noble transylvaine remontant au XVIe siècle.

## Membres notables
- Bogdán Karátsonyi (ca 1740). Il participe vaillamment aux dernières guerres ottomanes et reçoit (1781) du roi le domaine de Beodra, ville de marché (mezőváros en hongrois) de 16 000 arpents, qu'il ajoute à son patronyme. Père du suivant.
- Lázár Karátsonyi (1759°), alispán du comté de Torontál puis député à la Diète. On lui doit, outre d'importantes actions de charité, des travaux sur l'agriculture et l'élevage équin en Hongrie.
- László Karátsonyi (1806-1869), főispán du comté de Torontál.
- comte (1er) Guido Karátsonyi (hu) (1817-1885), important propriétaire terrien, membre du parlement puis de la Chambre des magnats, il fut chambellan KuK puis véritable conseiller privé. Il reçut le titre de comte autrichien (1858) puis de comte hongrois (1878) et la grand-croix de l'ordre de la Couronne de fer. Père du suivant.
- comte Jenő Karátsonyi (hu) (1861-1933), chambellan KuK, véritable conseiller privé, membre de la Chambre des magnats, collectionneur d'art renommé et mécène, et fondateur de l'Association hongroise des chevaliers de Malte.
- comtesse Ilma Karátsonyi (hu) (1867-1949), sœur du précédent et épouse du comte Gyula Keglevich (1855-1950), chambellan KuK et főispán.
- comtesse Melania Karátsonyi (1855-1994), épouse du pianiste et compositeur hongrois Géza Zichy (1849-1924).

## Devise
- „Pietate, honore et perseverantia!” en latin ("Piété, honneur et persévérance!")
- „Odaadással, tisztelettel és állhatatossággal!” en hongrois.